# Kesselwand (Mangfallgebirge)
Die Kesselwand ist ein 1721 m hoher Berg im Wendelsteingebiet im Mangfallgebirge. Die Bergwanderung vom Wendelsteinhaus ist bis auf den eigentlichen Aufstiegsweg zum Gipfel, der Trittsicherheit erfordert, einfach. 

## Galerie

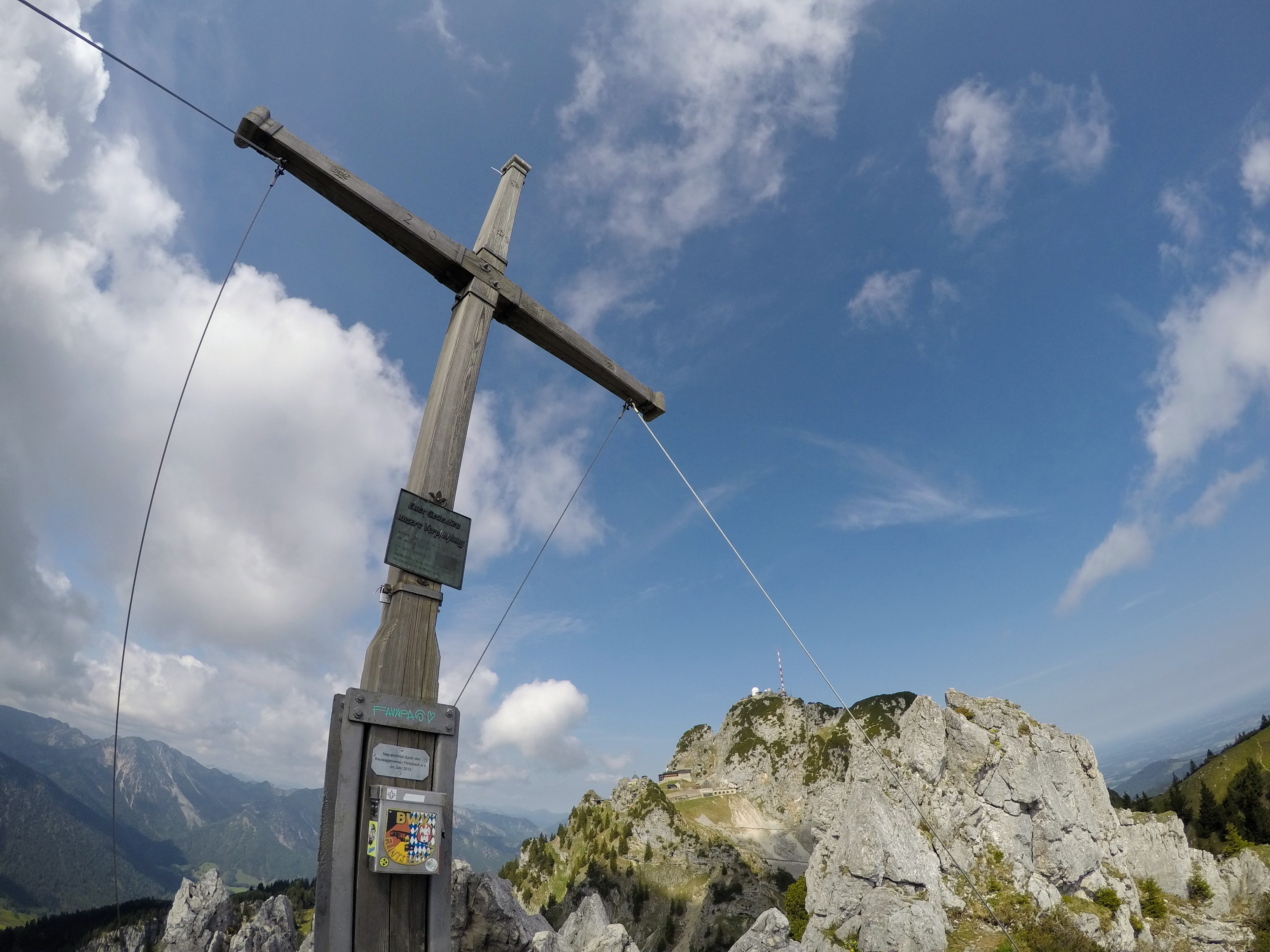
Kesselwand, Gipfelkreuz, mit Wendelstein im Hintergrund